# IntEnz
IntEnz (Integrated relational Enzyme database) とは国際生化学・分子生物学連合による酵素のEC番号と酵素命名システムの公式バージョンの構築データである。